# David Murphy (Fußballspieler)
David Paul Murphy (* 1. März 1984 in Hartlepool, County Durham) ist ein ehemaliger englischer Fußballspieler.

## Karriere
Murphy unterschrieb 2001 beim FC Middlesbrough seinen ersten Profivertrag, konnte sich dort aber nicht durchsetzen. Ende der Saison 2003/04 war er für zwei Monate an den FC Barnsley ausgeliehen. Sein auslaufender Vertrag wurde von Middlesbrough nicht mehr verlängert und so wechselte Murphy im Sommer 2004 nach Schottland zum dortigen Erstligisten Hibernian Edinburgh.
In dreieinhalb Spielzeiten absolvierte er für die Hibs 107 Ligapartien und gewann mit dem Klub 2007 den Scottish League Cup. Im UEFA-Pokal 2005/06 stand er in beiden Partien gegen Dnipro Dnipropetrowsk auf dem Platz, als man mit 1:5 in der Addition verlor.
Im Januar 2008 erhielt der Linksverteidiger ein Angebot von Birmingham City und wurde schließlich für 1,5 Millionen Pfund Ablöse verpflichtet.